# Шарипов, Шамиль Магомедович
Шамиль Магомедович Шарипов (10 августа 1997, Махачкала, Дагестан, Россия) — российский и бахрейнский борец борец вольного стиля. Призёр чемпионата России. Обладатель индивидуального Кубка мира, призёр чемпионата Азии. Мастер спорта России международного класса.

## Спортивная карьера
Является воспитанником махачкалинской СШОР, занимается у Шамиля Омарова. В сентябре 2019 года одержал победу турнир в честь Хизри Шихсаидова в Буглене, обыграв на своём пути Зелимхана Хизриева, Расула Магомедова и Магомедамина Дибирова. В октябре 2020 года при спорном судействе проиграл в финале чемпионата России Алану Хугаеву. В декабре 2020 года в Белграде одержал победу на индивидуальном Кубка мира, одолев в финале поляка Роберта Барана. В феврале 2023 года стал чемпионом Дагестана. 2 февраля 2024 года стало известно, что Шарипов будет выступать за Бахрейн. 
В марте 2024 года в Анталии завоевал свою первую медаль в составе сборной Бахрейна, став бронзовым призёром на международном турнире «Яшар Догу».
12 апреля 2024 года в Бишкеке, одолев на туше в схватке за 3 место Кумара Анирудха из Индии, стал бронзовым призёром чемпионата Азии.
На чемпионате Азии 2025 в Аммане завоевал бронзовую медаль.

## Личная жизнь
По национальности — аварец. Является выходцем из Гергебильского района. Двоюродный брат Хаджимурат Шарипов — выступал за Азербайджан, становился серебряным призёром первенства мира среди юниоров. Является выпускником финансового колледжа. Ныне студент Дагестанского государственного аграрного университета, учится на факультете «Финансы и кредиты». Младший брат Магомед Шарипов — борец, выступает за Бахрейн.

## Спортивные результаты
- Межконтинентальный Кубок 2019 —
- Чемпионат России по вольной борьбе 2020 —
- Индивидуальный кубок мира по борьбе 2020 —
- Чемпионат Азии по борьбе 2024 —
- Чемпионат Азии по борьбе 2025 -